# Miadzioł (gmina)
Miadzioł (pocz. Miadzioły) – dawna gmina wiejska istniejąca do 1939 roku w woj. nowogródzkim/Ziemi Wileńskiej/woj. wileńskim (obecnie na Białorusi). Siedzibą gminy było miasteczko Miadzioł (825 mieszk. w 1921 roku).
Początkowo gmina należała do powiatu wilejskiego. 7 listopada 1920 r. została przyłączona do nowo utworzonego powiatu duniłowickiego pod Zarządem Terenów Przyfrontowych i Etapowych. 19 lutego 1921 r. wraz z całym powiatem weszła w skład nowo utworzonego województwa nowogródzkiego. 13 kwietnia 1922 roku gmina wraz z całym powiatem duniłowickim została przyłączona do objętej władzą polską Ziemi Wileńskiej, przekształconej 20 stycznia 1926 roku w województwo wileńskie. 1 stycznia 1926 roku nazwę powiatu duniłowickiego zmieniono  na powiat postawski. 1 kwietnia 1927 roku do gminy Miadzioł przyłączono część obszaru gminy Kobylnik, natomiast części obszaru gminy Miadzioł włączono do gmin Żośna, Kobylnik i Mańkowicze. 
Po wojnie obszar gminy Miadzioł wszedł w struktury administracyjne Związku Radzieckiego.

## Demografia
Według Powszechnego Spisu Ludności z 1921 roku gminę zamieszkiwało 15 611 osób, 3 836 było wyznania rzymskokatolickiego, 11 414 prawosławnego, 3 ewangelickiego, 91 staroobrzędowego, 201 mojżeszowego, 66 mahometańskiego. Jednocześnie 4 254 mieszkańców zadeklarowało polską przynależność narodową, 11 189 białoruską, 56 żydowską, 20 rosyjską, 49 litewską, 1 małoruską, 42 tatarską. Było tu 2 356 budynków mieszkalnych.